# Bad Animals Studio
Bad Animals Studio (tidigare känt som Studio X och Kaye-Smith Studios) är en inspelningsstudio som ligger på 4th Avenue i Seattle, Washington i USA. Studion grundades 1979 som Steve Lawson Productions av Steve och Debbie Lawson. 1991 påbörjade Lawson ett samarbete med systrarna Ann och Nancy Wilson, från gruppen Heart, och de grundade då istället Studio X. Året därpå bytte studion namn till Bad Animals Studio istället; ett namn som är inspirerat av Hearts album Bad Animals från 1987. 1997 drog dock systrarna Wilson tillbaka sitt ägarskap i studion och det tillföll återigen Lawson. Två år senare såldes studion till Mike McAuliffe, Dave Howe, Charlie Nordstrom och Tom McGurk.

## Ett urval av artister/grupper som har spelat in i studion
- Alice in Chains
- B.B. King
- Blind Melon
- Candlebox
- Deftones
- Heart
- Johnny Cash
- Mad Season
- Neil Young
- Nirvana
- Pearl Jam / Eddie Vedder
- R.E.M.
- Soundgarden